# Sabrina Salerno
Sabrina Debora Salerno  (Génova, 15 de marzo de 1968), conocida como Sabrina Salerno o simplemente Sabrina, es una cantante, actriz, modelo y productora italiana, además de un símbolo sexual, que alcanzó gran notoriedad en Europa a finales de la década de 1980, especialmente en su país natal y en varios países de Europa Occidental, con su sencillo «Boys (Summertime Love)».

## Carrera profesional

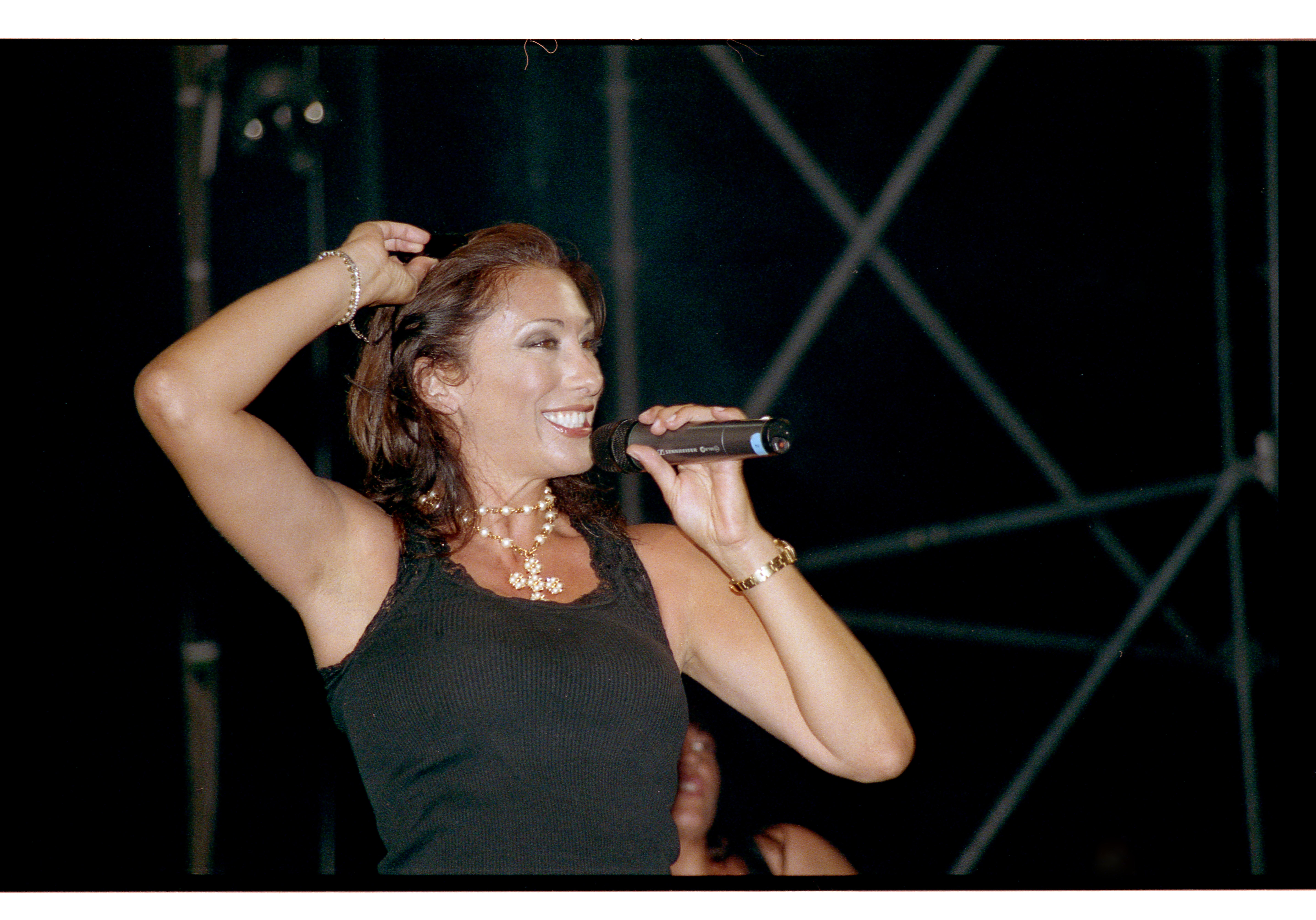
Sabrina Salerno en 2009

Sus comienzos fueron como modelo y en televisión. De ahí en 1986, de la mano de un DJ, empezó su carrera musical con el éxito Sexy girl que solo tuvo una buena acogida en países de Europa, pero su éxito internacional más importante fue en 1987 con la canción Boys, con la que llega a ser conocida también en Sudamérica y Asia.
En España, donde saltó a la fama tras su actuación en 1987 en el programa Un, dos, tres... responda otra vez, causó un tremendo escándalo de proporción nacional cuando durante la gala de Nochevieja del mismo año de TVE, uno de los pechos de Sabrina se salió del escote, momento que fue emitido, visto y comentado durante semanas por millones de espectadores. Más adelante se ha sabido que dicha actuación había sido grabada varias semanas antes y que el responsable de la grabación, Hugo Stuven, engañó al mánager de Sabrina diciendo que dichas tomas no aparecerían en el montaje final. La popularidad alcanzada por la cantante alcanzó cotas internacionales, e incluso Prince le ofreció colaborar con ella.
Ya con mayor presupuesto, el sencillo "All of Me" en 1989 tuvo una buena acogida y se ubicó en buenos puestos. "All of Me" contó con una ambiciosa producción de Stock, Aitken y Waterman, los más aclamados productores de finales de los años 80, que habían lanzado a Kylie Minogue, Rick Astley y habían contribuido al relanzamiento de Donna Summer y el grupo Bananarama.
Sabrina posó desnuda para varias revistas, y en programas de TV captó la atención por sus sensuales movimientos. En el canal español TVE provocó el ya referido escándalo al salirse un seno de su vestuario en el especial de fin de año de 1987, un anticipo del caso de Janet Jackson. Aunque este suceso relanzó el éxito de "Boys (Summertime Love)", realmente Sabrina estaba interpretando su siguiente sencillo ("Hot Girl") cuando ocurrió. 
Sus clips "All of me", "My chico" y el propio "Boys", le dan atribución de sex symbol en los años 80, además llega a vender alrededor de 10 millones de copias en todo el mundo sumando sus trabajos posteriores.
Sabrina fue ovacionada en algunas de sus participaciones; en Rusia llenó un estadio con capacidad para 50 000 personas y estos conciertos se sucedieron durante 3 días.[cita requerida]
A Sabrina le crearon una rivalidad con Samantha Fox, una cantante inglesa que también fue catalogada como sex symbol al igual que ella. Recordando añoranzas, Sabrina en una entrevista a un canal de televisión dijo: "La única similitud entre Samantha y yo son los senos, yo sí canto". Curiosamente, veinte años después de su apogeo, ambas estrellas se reunirían para grabar una canción.
Aunque en su época se discutió la valía vocal de Sabrina, se dice que demostró su fuerza vocal en numerosos conciertos, y su calidad ha mejorado si nos remitimos a recientes presentaciones en vivo.
Cabe recalcar que la canción "Boys", se encuentra en la mayoría de discos ochenteros que se han editado, y además el sencillo "Gringo" contó con la producción de la discográfica BMG. Sabrina posee un disco no oficial editado por MTV y en el cual se encuentran sus mejores éxitos. Está considerada la reina del italo pop, ya que la mayoría de sus canciones se sitúan en este estilo musical.
Sabrina también dejó su huella por el cine italiano en películas como "Jolly Blue" y ha mantenido una carrera actoral con diversas obras de teatro en las que ha participado. Como la exitosa Emozioni un musical con canciones de Lucio Battisti. Donde ella interpretaba entre otras, Amor Mio y E penso a te.
En Latinoamérica Sabrina fue conocida como una más de las artistas One Hit Wonder de la década de 1980, pero la verdad es que la multifacética cantante tuvo y tiene una prolífica carrera musical en Europa. Ha vendido más de 20 millones de discos en el mundo entero. 
Se casó con su pareja de hace 20 años, el productor Enrico Monti. Salerno y Monti son los dueños de una cadena de hoteles en el Veneto (Italia) y de uno de los estudios de grabación más importantes de Europa: Condulmer Studios. Además, Sabrina posee su propio sello discográfico New Boys Production.
En 1991 presentó, junto a Andoni Ferreño, el programa de televisión Bellezas en la nieve, emitido por la cadena española Telecinco, así como numerosos programas en la televisión italiana, compartiendo labores con profesionales de la talla de Raffaella Carrà.
En octubre de 2008 salió a la venta "Erase Rewind Official Remix", en toda Europa, su primer álbum de grandes éxitos; un doble disco donde, además de remezclar sus clásicos, como una discotequera e innovadora versión de su afamado "Boys" hasta "I love You" pasando por "All of Me" y "Angel Boy", incluye nuevos temas, entre los que destacan dos versiones dance, de los clásicos "Born to be Alive" de Patrick Hernández, y del tema "Erase and Rewind" de The Cardigans y temas inéditos de la propia cantante como, "Goodbye Baby", "Skin on Skin" o "Mama Said" entre otros.
En mayo de 2010 editó un sencillo-cover junto a su antigua rival, Samantha Fox. El tema elegido ha sido "Call Me", viejo éxito del grupo Blondie. 
En junio de 2014 apareció un nuevo sencillo titulado "Colour Me" donde se puede ver un estilo más pop alejándose de su estilo disco habitual. El tema estuvo producido por el famoso productor internacional Rick Nowels. 
En 2015 continua con su exitosa gira de conciertos dentro de "Stars 80" por toda Francia, con gran éxito de crítica y público. En la que lleva desde el 2008.
El 17 de septiembre de 2015 fue la primera persona famosa en visitar la casa de Gran Hermano 16 en España.
En 2015 y coincidiendo con su tour en Francia "Stars 80 " saca su nuevo sencillo en francés titulado "Ouragan", un cover de la mítica canción que Estefanía de Mónaco popularizó a finales de los 80.
A finales de 2018 lanza al mercado un nuevo sencillo "voices" de estilo pop electrónico, como antesala de un nuevo álbum que verá la luz a principios de 2019.
En junio de 2023 se descubre su vuelta a España participando en la tercera edición de Mask Singer: Adivina Quién Canta tras Caballito de Mar, quedando en tercera posición.
El 18 de septiembre de 2024 anunció que padecía cáncer de mama.

## Discografía
| Año  | Álbum                      |
| ---- | -------------------------- |
| 1987 | Sabrina                    |
| 1988 | Something Special          |
| 1988 | Super Sabrina              |
| 1990 | Super Remix                |
| 1991 | Over The Pop               |
| 1995 | Maschio Dove Sei           |
| 1997 | Numeri                     |
| 1999 | A Flower's Broken          |
| 2008 | Erase & Rewind             |
| 2010 | Call Me (con Samantha Fox) |
| 2014 | Colour Me                  |
| 2015 | "Ouragan"                  |

### Sencillos
| Año  | Canción                        | ITA  | FRA | SUI | ALE | ESP | FI   | UK | IRL | NOR | AUT | HOL | AUS  | SA | Álbum             |
| ---- | ------------------------------ | ---- | --- | --- | --- | --- | ---- | -- | --- | --- | --- | --- | ---- | -- | ----------------- |
| 1986 | "Sexy Girl"                    | 20   | -   | -   | -   | -   | 11 1 | -  | -   | -   | -   | -   | 36 1 | -  | Sabrina           |
| 1987 | "Lady Marmalade"               | -    | 41  | -   | -   | -   | -    | -  | -   | -   | -   | 40  | -    | -  | Sabrina           |
| 1987 | "Boys"                         | 1    | 1   | 1   | 2   | 2   | 2    | 3  | 3   | 3   | 5   | 5   | 11   | 14 | Sabrina           |
| 1987 | "Hot Girl"                     | 21   | 12  | 13  | 19  | 2   | 6    | -  | -   | -   | -   | 10  | -    | -  | Sabrina           |
| 1988 | "All Of Me"                    | 12   | 15  | 12  | 16  | -   | 2    | 25 | -   | -   | -   | -   | -    | -  | Super Sabrina     |
| 1988 | "My Chico"                     | 1    | -   | 8   | 56  | 6   | 3    | -  | -   | -   | -   | -   | 34   | -  | Super Sabrina     |
| 1989 | "Like A Yo-Yo"                 | 18 2 | -   | -   | -   | 10  | 1    | 72 | -   | -   | -   | -   | -    | -  | Super Sabrina     |
| 1989 | "Sex"                          | -    | -   | -   | -   | -   | -    | -  | -   | -   | -   | -   | -    | -  | Super Sabrina     |
| 1989 | "Guys & Dolls"                 | -    | -   | -   | -   | -   | -    | -  | -   | -   | -   | -   | -    | -  | Super Sabrina     |
| 1989 | "Gringo"                       | 12   | -   | -   | -   | 22  | 9    | 91 | -   | -   | -   | -   | -    | -  | Super Remix       |
| 1990 | "Yeah Yeah"                    | 24   | 21  | -   | -   | -   | 15   | -  | -   | -   | -   | -   | -    | -  | Over The Pop      |
| 1991 | "Siamo Donne" (con Jo Squillo) | 11   | -   | -   | -   | -   | -    | -  | -   | -   | -   | -   | -    | -  | Over The Pop      |
| 1991 | "Shadows Of The Night"         | -    | -   | -   | -   | -   | -    | -  | -   | -   | -   | -   | -    | -  | Over The Pop      |
| 1992 | "Cover Model"                  | -    | -   | -   | -   | -   | -    | -  | -   | -   | -   | -   | -    | -  | Single solo       |
| 1994 | "Rockawillie"                  | -    | -   | -   | -   | -   | -    | -  | -   | -   | -   | -   | -    | -  | Single solo       |
| 1995 | "Angel Boy"                    | -    | 18  | 16  | -   | -   | 15   | -  | -   | -   | -   | -   | -    | -  | Single solo       |
| 1995 | "Boys 95"                      | -    | -   | -   | -   | -   | -    | -  | -   | -   | -   | -   | -    | -  | Single solo       |
| 1996 | "Fatta E Rifatta"              | -    | -   | -   | -   | -   | -    | -  | -   | -   | -   | -   | -    | -  | Maschio Dove Sei  |
| 1996 | "Maschio Dove Sei"             | -    | -   | -   | -   | -   | -    | -  | -   | -   | -   | -   | -    | -  | Maschio Dove Sei  |
| 1997 | "Numeri"                       | -    | -   | -   | -   | -   | -    | -  | -   | -   | -   | -   | -    | -  | Numeri            |
| 1999 | "I Love You"                   | -    | -   | -   | -   | -   | -    | -  | -   | -   | -   | -   | -    | -  | A Flower's Broken |
| 2006 | "I Feel Love"                  | -    | -   | -   | -   | -   | -    | -  | -   | -   | -   | -   | -    | -  | Single solo       |
| 2008 | "Erase Rewind"                 | -    | -   | -   | -   | -   | -    | -  | -   | -   | -   | -   | -    | -  | Erase & Rewind    |
| 2010 | "Call Me" (con Samantha Fox)   | 4    | -   | -   | -   | -   | -    | -  | -   | -   | -   | -   | -    | -  | Single solo       |
| 2014 | "Colour Me"                    | -    | -   | -   | -   | -   | -    | -  | -   | -   | -   | -   | -    | -  | Single solo       |
| 2018 | "Voices"                       | -    | -   | -   | -   | -   | -    | -  | -   | -   | -   | -   | -    | -  | Single solo       |

## Cine
| 1985 | Película                           | Papel         |
| ---- | ---------------------------------- | ------------- |
| 1986 | Ferragosto O.K. (película para TV) | Guendalina    |
| 1986 | Professione Vacanze (serie de TV)  | Mia Star      |
| 1986 | Grandi Magazzini                   | Ladrona       |
| 1987 | Crímenes en portada                | Ella misma    |
| 1987 | Tutti in palestra                  | Ella misma    |
| 1988 | Festa Di Capodanno (miniseries)    | Ella misma    |
| 1989 | Fratelli d'Italia                  | Michela Sauli |
| 1998 | Jolly Blu                          | Annabella     |
| 1998 | Tutti Gli Uomini Sono Uguali       | Vittoria      |
| 2005 | Colori                             | Madre         |
| 2006 | Film D                             | Sara          |
| 2012 | Stars 80                           | Ella misma    |